# Mabeleapudi
Mabeleapudi is een dorp in het district Central in Botswana. De plaats telt 2247 inwoners (2011).